# Bircii (okręg Gorj)
Bircii – wieś w Rumunii, w okręgu Gorj, w gminie Bengești-Ciocadia. W 2011 roku liczyła 176 mieszkańców.